# Trubbknottmossa
Trubbknottmossa (Rhabdoweisia crenulata) är en bladmossart som beskrevs av Jameson 1890. Trubbknottmossa ingår i släktet knottmossor, och familjen Rhabdoweisiaceae. Arten har ej påträffats i Sverige. Inga underarter finns listade i Catalogue of Life.